# لويس إيرل غودمان
لويس إيرل غودمان (بالإنجليزية: Louis Earl Goodman)‏ هو محامي وقاضي أمريكي، ولد في 2 يناير 1892، وتوفي في 15 سبتمبر 1961.